# Saint-Léger (Mayenne)
Saint-Léger is een gemeente in het Franse departement Mayenne (regio Pays de la Loire) en telt 231 inwoners (2004). De plaats maakt deel uit van het arrondissement Mayenne.

## Geografie
De oppervlakte van Saint-Léger bedraagt 16,8 km², de bevolkingsdichtheid is 13,7 inwoners per km².

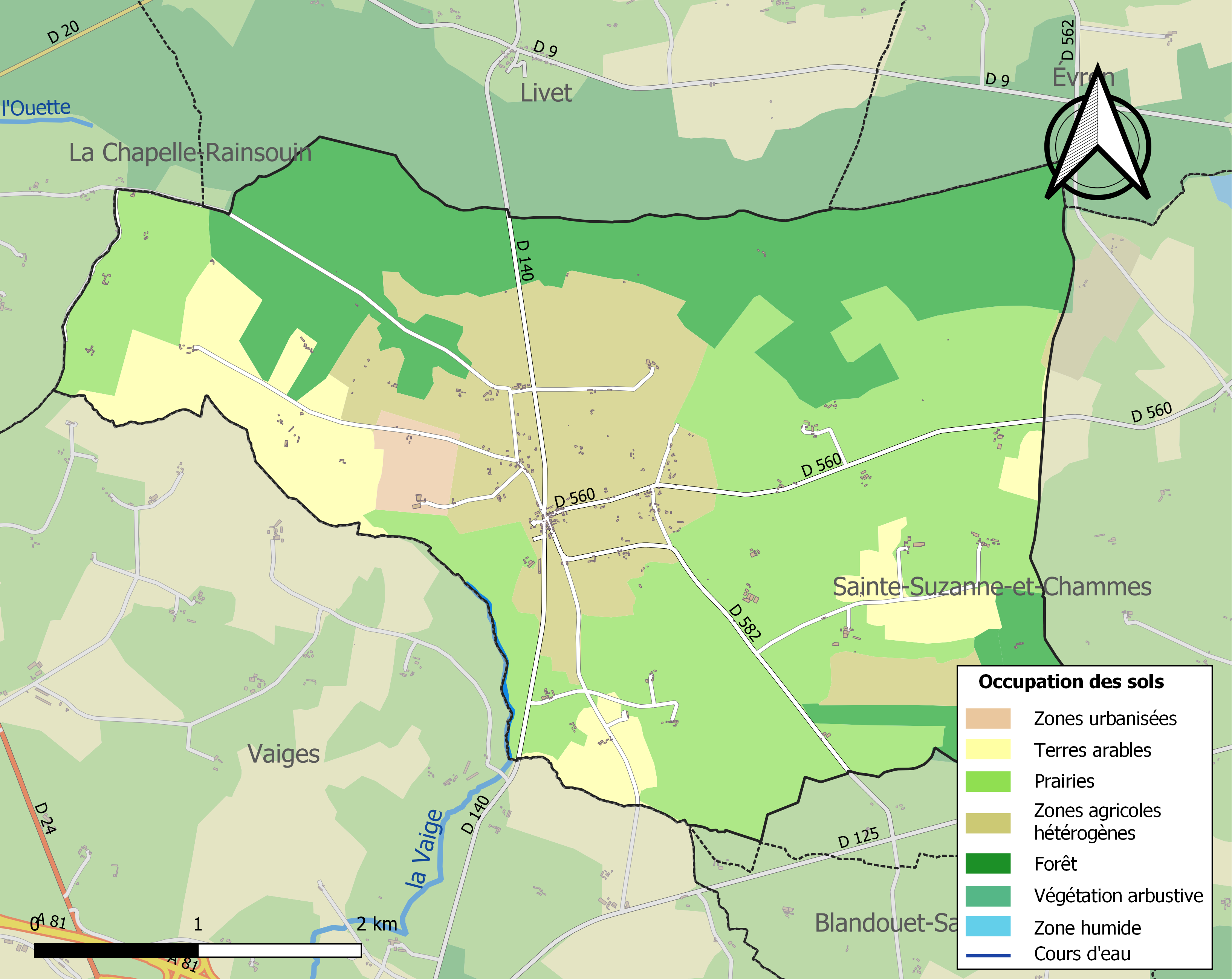
Kaart van de gemeente met de belangrijkste infrastructuur, bodemgebruik en omliggende gemeenten

## Demografie
Onderstaande figuur toont het verloop van het inwonertal (bron: INSEE-tellingen).